# Jorge Basadre (tỉnh)
Tỉnh Jorge Basadre (tiếng Tây Ban Nha: Provincia de Jorge Basadre) là một tỉnh thuộc vùng Tacna của Peru. Tỉnh Jorge Basadre có diện tích 2929 kilômét vuông, dân số thời điểm theo điều tra dân số ngày 11 tháng 7 năm 1993 là 12175 người. Tỉnh lỵ đóng ở Locumba.